# Birdžand
Birdžand (perz. بیرجند) je grad u Iranu i sjedište pokrajine Južni Horasan. Smješten je na istoku zemlje, oko 785 km zračnom linijom od glavnog grada Teherana. Prvi se put u pisanim dokumentima spominje u 13. stoljeću, a tijekom povijesti igrao je značajnu stratešku ulogu u prometu i trgovini između Irana i Indijskog potkontinenta. Najznačajnije gospodarske grane u Birdžandu su proizvodnja šafrana i žutikovine. Prema popisu stanovništva iz 2006. godine u gradu je živjelo 157.848 ljudi.

## Poveznice
- Zračna luka Birdžand

## Vanjske poveznice
- (perz.) Službene stranice grada Birdžanda

Ostali projekti
|  | Zajednički poslužitelj ima još gradiva o temi Birdžand |